# Ken Harper (cầu thủ bóng đá, sinh năm 1917)
Ken Harper (15 tháng 4 năm 1917 – tháng 2 năm 1994) là một cầu thủ bóng đá người Anh từng thi đấu ở vị trí hậu vệ, có 50 lần ra sân ở Football League từ năm 1946 đến năm 1949 cho Bradford City.